# 西莱斯沃斯
西莱斯沃斯（希臘語：Δυτική Λέσβος）是希腊北愛琴大區莱斯沃斯专区的市镇，行政中心为卡洛尼。市镇面积为1,072平方公里，2021年人口数量为24,721人。
西莱斯沃斯市镇包括莱斯沃斯岛的西半部及附近的一些小岛。西莱斯沃斯市镇成立于2019年9月，当时成立于2011年行政改革中的莱斯沃斯市镇一分为二，分成西莱斯沃斯市镇和米蒂利尼市镇。西莱斯沃斯市镇分成7个市区，这7个市区在2011至2019年间属于莱斯沃斯市镇，在2011年之前则为独立的市镇。